# Ceraphron minutus
Ceraphron minutus är en stekelart som först beskrevs av William Harris Ashmead 1888.  Ceraphron minutus ingår i släktet Ceraphron och familjen pysslingsteklar. Inga underarter finns listade i Catalogue of Life.